# خودروی کی

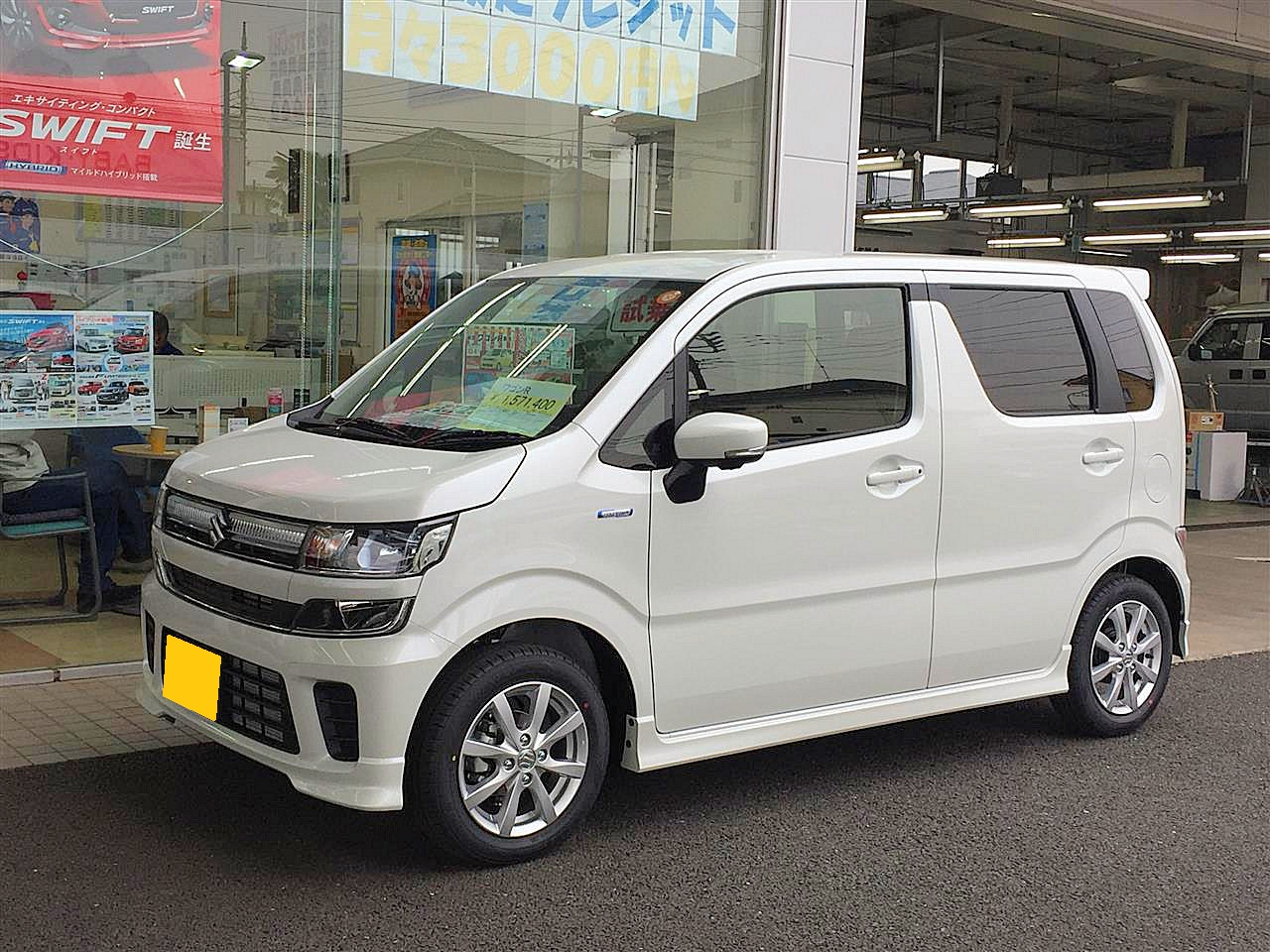
سوزوکی واگن آر

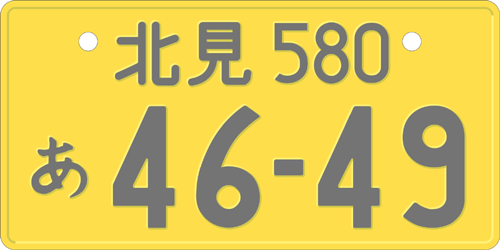
پلاکی که در ژاپن روی خودروی کی‌های شخصی نصب می‌شود

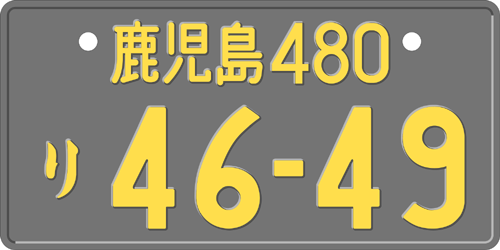
پلاکی که در ژاپن روی خودروی کی‌های تجاری نصب می‌شود

خودرو کی (به ژاپنی: 軽自動車) یک رده ژاپنی جهت معرفی خودروهای خودروهای سایز کوچک با قدرت موتور پایین و مصرف سوخت کم است. این اصطلاح معادل اصطلاح خودرو شهری در اروپا و خودرو کامپکت در آمریکای شمالی است. توجه به این قبیل خودروها بعد از جنگ جهانی دوم افزایش یافت. یعنی زمانی که بسیاری از مردم ژاپن توان خرید یک خودرو سایز متوسط را نداشتند و با موتورسیکلت رفت‌وآمد می‌کردند. با این خودروها می‌توان کوچه‌های باریکی را که یک سواری عادی نمی‌تواند آنها را رد کند رد کرد. همچنین این خودروها برای پارک حتماً نیاز به یک جا پارک بزرگ ندارند و به دلیل طول کمشان حتی می‌توانند به صورت افقی بین دو ماشین عادی که عمودی پارک کرده‌اند پارک کرد.
این رده خود دو زیر رده مهم به نامهای ون کوچک (ون کی) و کامیونت (کامیون کی) را دربر می‌گیرد. دولت ژاپن برای خریداران این قبیل خودروها مزیت‌های مالیاتی فراوانی در نظر گرفته‌است.

## نگارخانه

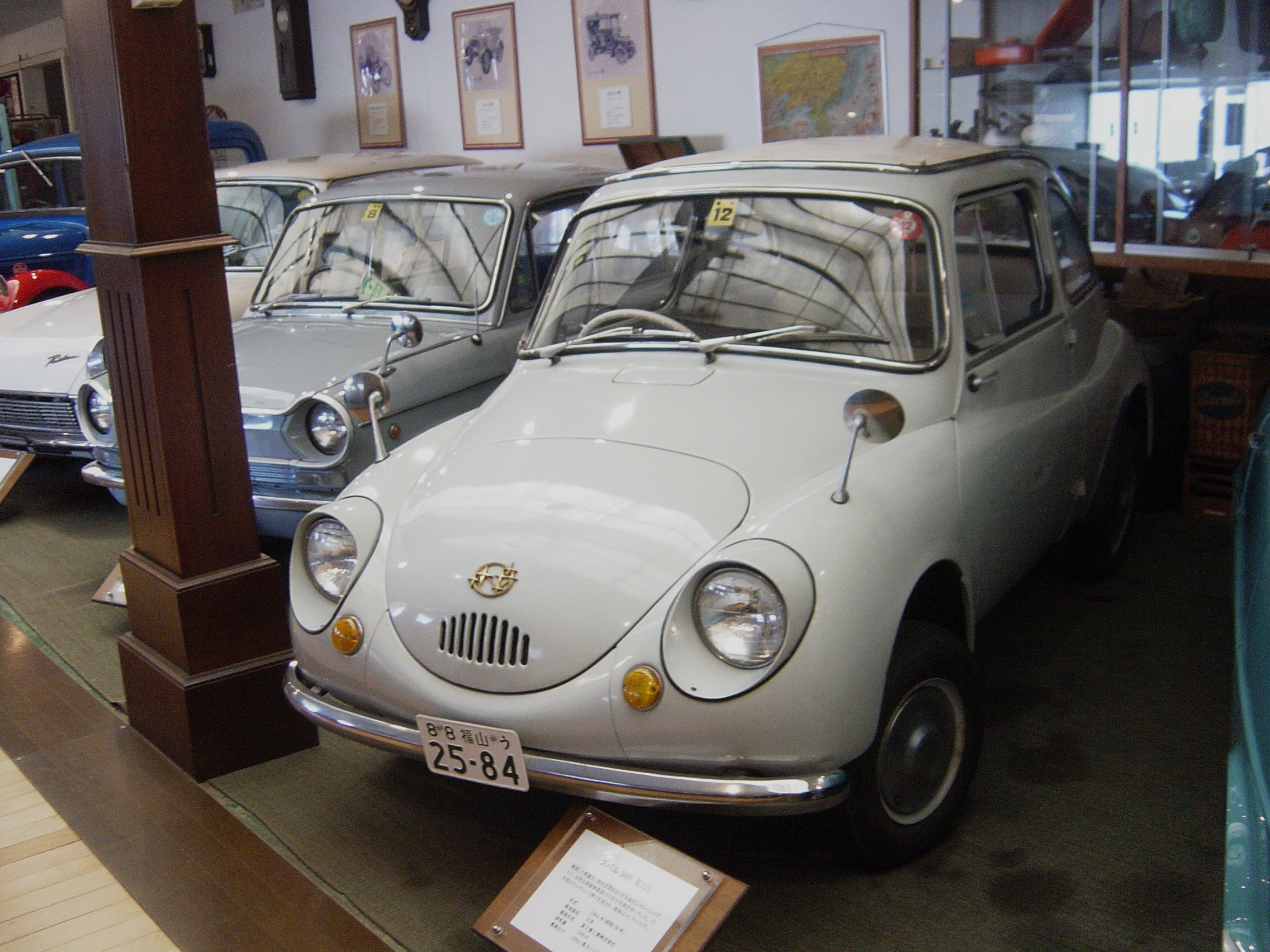
سوبارو ۳۶۰ (۱۹۵۸-۱۹۷۰)
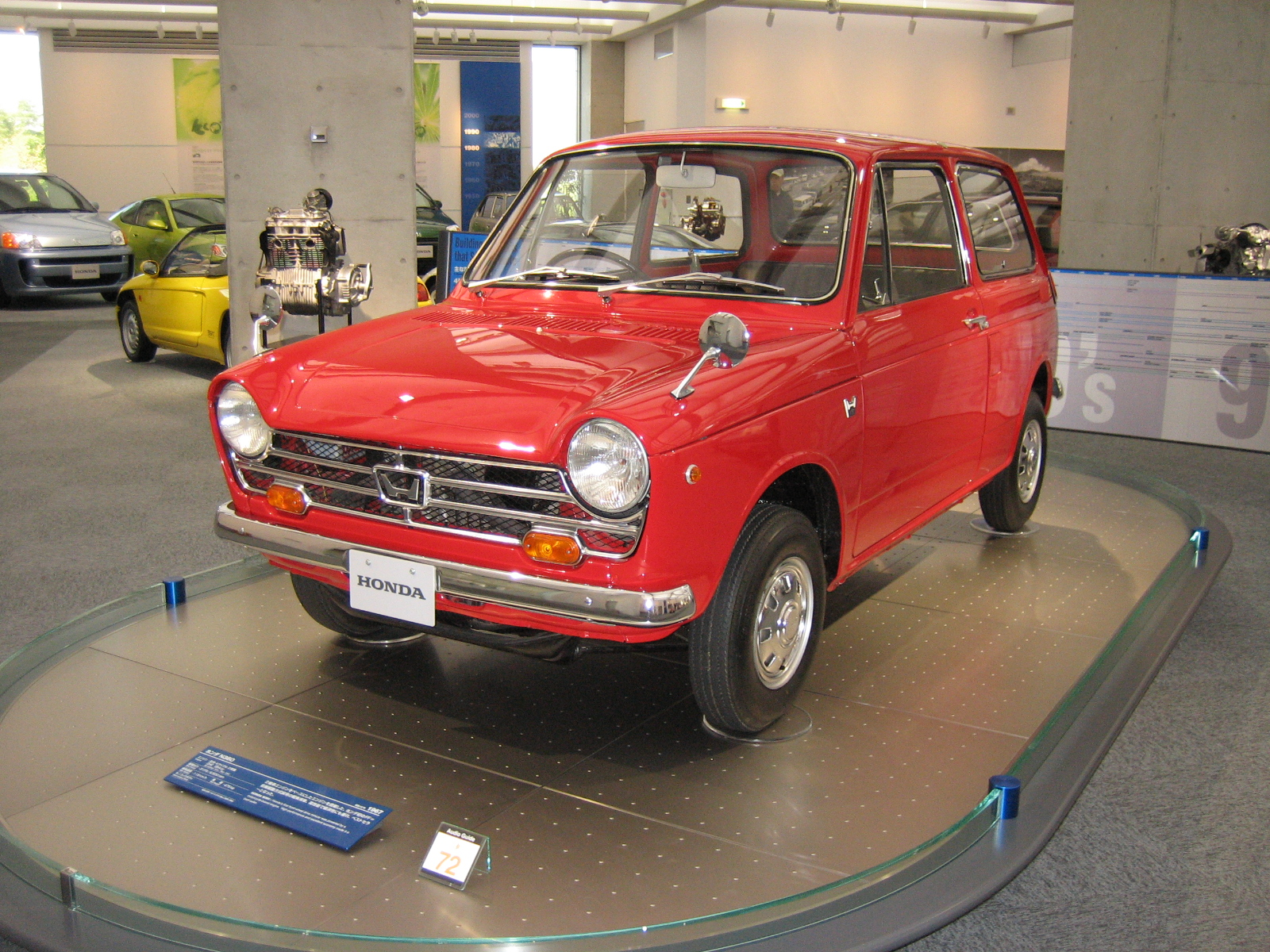
هوندا ان۳۶۰ (۱۹۶۷-۱۹۷۲)
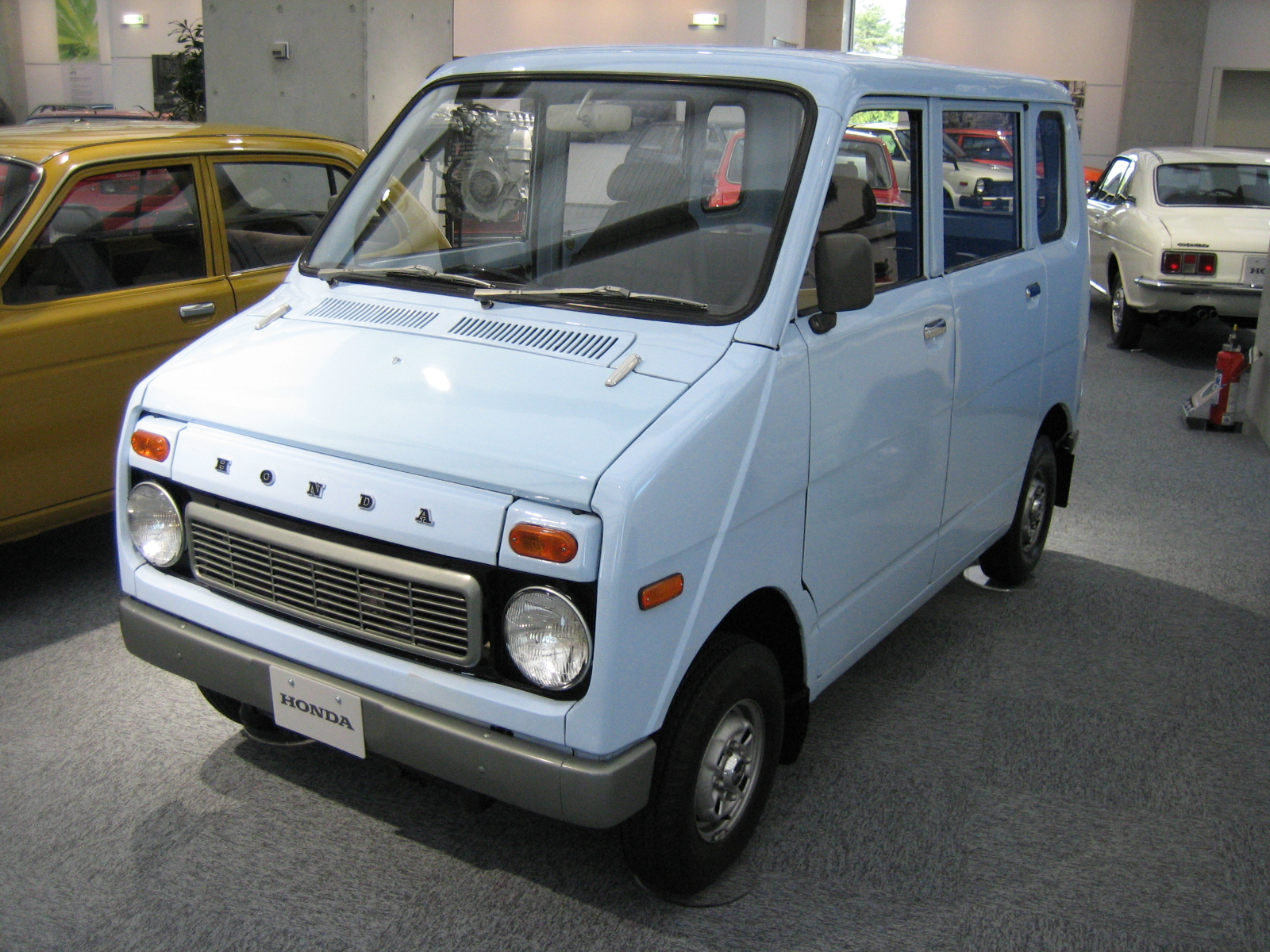
هوندا لایف (۱۹۷۲-۱۹۷۴)